# Yona, la légende de l'oiseau-sans-aile
Pour plus de détails, voir Fiche technique et Distribution.
Yona, la légende de l'oiseau-sans-aile est un film d'animation franco-japonais réalisé par Rintarō, sorti en salle le 23 décembre 2009 au Japon et le 3 février 2010 en France.

## Synopsis
Depuis la mort de son père, Yona, une fillette vivant seule avec sa mère, est devenue le souffre-douleur des caïds du quartier qui lui disent qu'elle n'a pas d'amis. Petite fille réservée, elle se déguise en pingouin convaincue qu'elle pourra ainsi apprendre à voler comme son père le lui avait promis.
Un jour elle assemble un jouet à monter soi même qui prend vie. La créature va lui faire découvrir le village souterrain des Gobelins. Pour eux, elle serait l'oiseau sans aile qui doit les libérer du maléfique Boukkha-Bouh.

## Fiche technique
- Titre original : Yonayona pengin
- Titre français : Yona, la légende de l'oiseau-sans-aile
- Réalisation : Rintarō
- Scénario : Tomoko Konparu, Dominique Lavigne
- Idée originale : Rintarō, Sumiko Hayashi
- Direction artistique : Cédric Babouche
- Musique : Toshiyuki Honda
- Production : Denis Friedman, Jungo Maruta
- Société de production : Madhouse, Denis Friedman Productions, Storm Lion
- Pays d'origine :  France,  Japon
- Genre : animation
- Durée : 87 minutes
- Dates de sortie[1] :
  -  Japon : 23 décembre 2009
  -  France : 3 février 2010
  -  Singapour : 11 mars 2010
  -  Belgique : 31 mars 2010
  -  Brésil : 24 décembre 2010
  -  Israël : 17 mars 2011
  -  Estonie : 15 avril 2011
- Autres tires :
  - Yonayona pengin :  Japon
  - O Mundo Encantado de Gigi :  Brésil
  - Pinguinim yeholim laoof :  Israël
  - Yona Yona Penguin :  Royaume-Uni

## Distribution

### Voix françaises[2]
- Clara Quilichini : Yona
- Audrey Sablé : Chaley
- Céline Ronté : Zammie
- Féodor Atkine : Bouca-Bouh
- Pierre Baton : L'ancêtre
- Michel Elias : Monsieur Ji
- Yves Barsacq : Parakeke
- Gilles Morvan : Père de Chaley
- Ludmila Ruoso : Mère de Chaley
- Cédric Dumond : Père de Yona
- Jeanne Savary : Mère de Yona
- Jérémy Prévost : Mul-Mul / Le chat / Trio des rappeurs
- Taric Mehani : Quartet des diables 1
- Paolo Domingo : Quartet des diables 2
- Caroline Combes : Fées jumelles
- Leah Friedman : Trio des rappeurs 1
- Abraham Taïeb : Trio des rappeurs 2
- Adrien Solis : L'archange, Gardien 1
- Serge Biavan : Gardien 2
- Bernard Bouillon : Gardien 3
- Sylvie Philibert : Esprit féminin